# Marlene Mizzi
Marlene Mizzi (ur. 24 grudnia 1954 w Rabacie) – maltańska polityk i przedsiębiorca, posłanka do Parlamentu Europejskiego VII i VIII kadencji.

## Życiorys
Ukończyła w 1976 ekonomię na Uniwersytecie Maltańskim. Magisterium uzyskała w Maastricht School of Management. Podjęła też studia doktoranckie. Pracowała w niemieckich przedsiębiorstwach odzieżowych, w 1980 założyła własną firmę. Została także większościowym udziałowcem i prezesem utworzonego w 1999 towarzystwa ubezpieczeniowego. W latach 1999–2005 kierowała Sea Malta Company Ltd. Powoływana w skład zarządu banku Bank of Valletta i maltańskiej izby handlu.
W wyborach w 2009 z listy Partii Pracy kandydowała do Europarlamentu. Mandat eurodeputowanej objęła 25 kwietnia 2013 w wyniku wyborów uzupełniających, zastępując Edwarda Sciclunę. Przystąpiła do grupy Postępowego Sojuszu Socjalistów i Demokratów. W 2014 została wybrana na kolejną kadencję Europarlamentu.